# Lišaj vinný
Lišaj vinný (Hyles livornica) je noční motýl z čeledi lišajovitých, vzácně zalétající i na území České republiky. Svým vzhledem se silně podobá lišaji Hyles lineata, ke kterému byl v historii řazen jako poddruh. Ten se ale vyskytuje v Severní Americe a od lišaje vinného se geneticky liší.

## Rozšíření
Jedná se o druh suchých, teplých, stepních a polopouštních biotopů. Trvale se vyskytuje na africkém kontinentu (s výjimkou pralesních oblastí) a dále ve Středomoří. Dospělci jsou nicméně zdatnými letci a migrují na velké vzdálenosti. Lišaj vinný byl takto zaznamenán až v ruském Novosibirsku a jsou známy i nálezy z Asie (Indie, Čína, Japonsko).

V České republice se vyskytuje pouze jako sporadický migrant.

## Popis

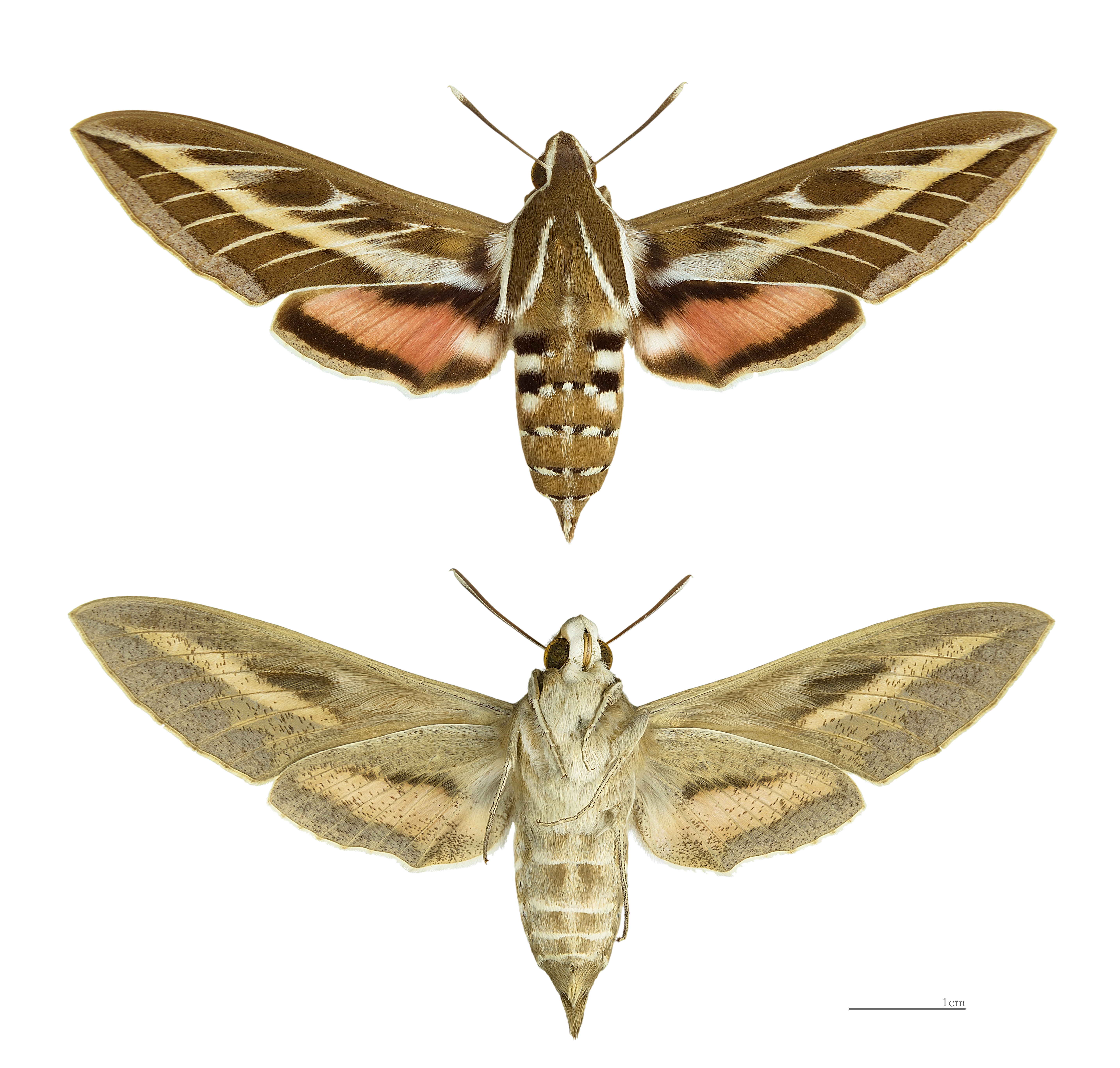
Sbírkový exemplář
(samice z líce a rubu)

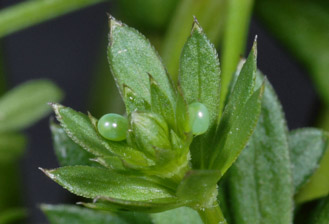
Vajíčka lišaje vinného

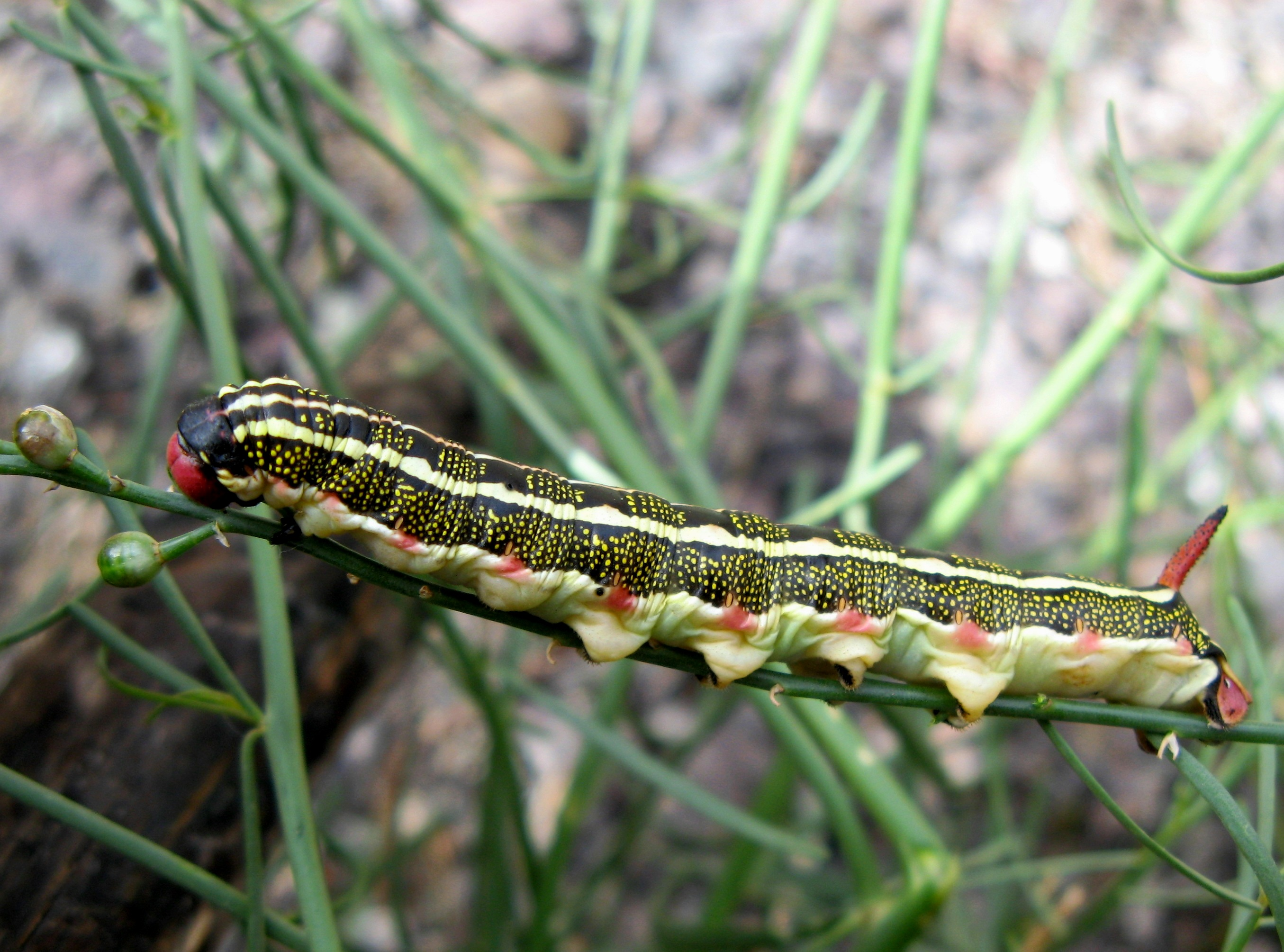
Housenka

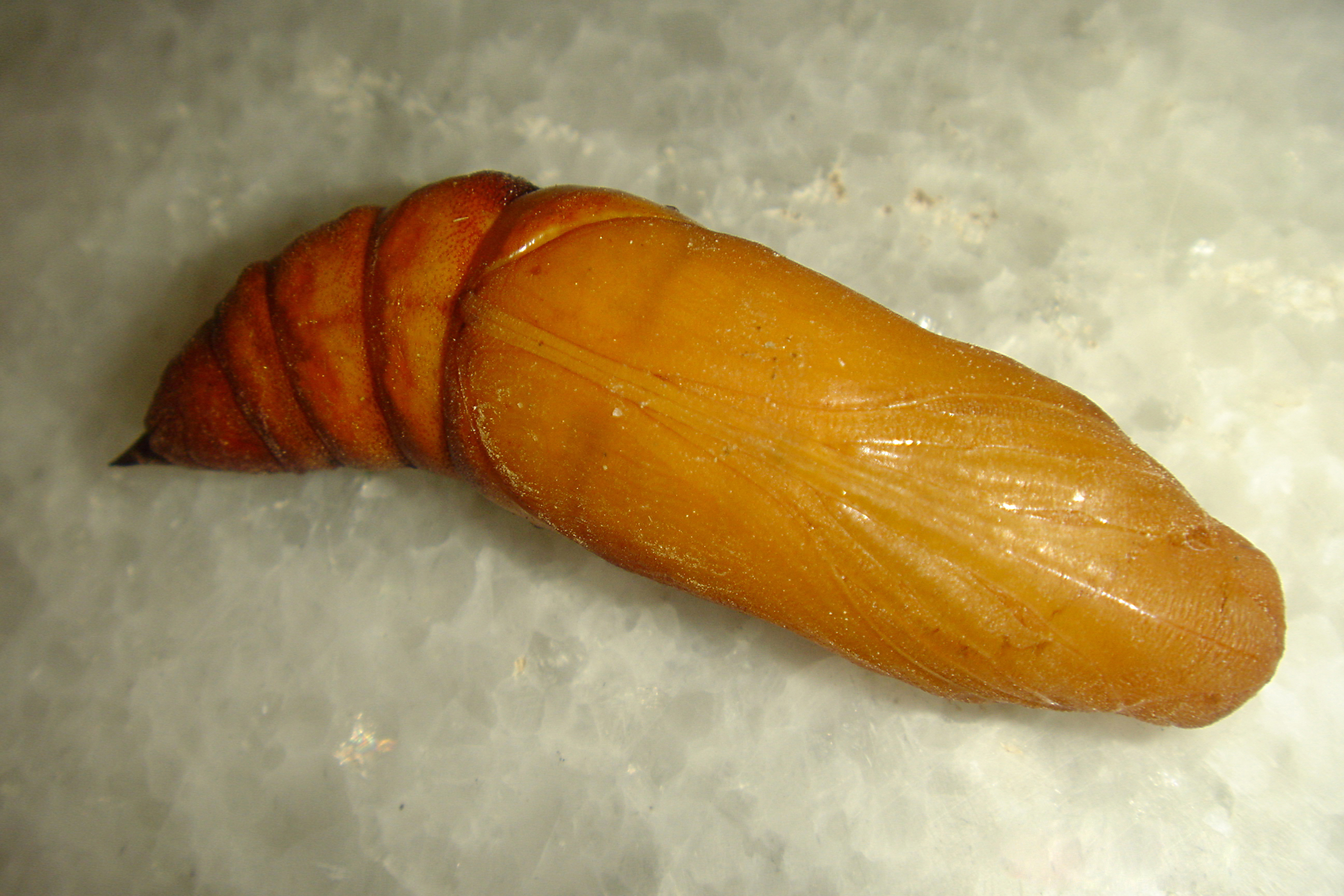
Kukla

Rozpětí předních křídel činí 60–85 mm.
Přední křídlo je šedohnědé, s výraznou, ostře ohraničenou bílou páskou táhnoucí se podélně středem. Od této pásky vystupuje vpřed i vzad výrazné bílé žilkování. Na vnějším okraji křídla je úzký, ostře ohraničený, fialovošedý lem. Zadní křídla jsou v základu karmínová, se dvěma širokými černými páskami a bílou skvrnou při vnitřním okraji. Vnější okraj nese úzký béžový lem. Hlava a hruď jsou olivově zelenohnědé s bílými podélnými páskami, které probíhají nad očima motýla. Zadeček je světle olivový, s černými a bílými ploškami. Tykadla jsou paličkovitá, hnědá s bílými konci.
Vajíčka jsou lesklá, světle zelená, lehce oválného tvaru, o průměru přibližně 1 mm.
Housenky jsou ve zbarvení poměrně proměnlivé. Po vylíhnutí měří 4 mm, mají zeleno-bílé tělo s černým růžkem na konci a černou hlavičku. S růstem housenky barva tmavne do olivově zelené s černým mramorováním a průběžnými bělavými pruhy po bocích. Někdy mohou být součástí vzoru červené či tmavě modré kapkovité skvrny. Růžek je v pozdějších fázích vývoje červený s černou špičkou, drsný. Housenka může dorůstat 65–80 mm délky.
Kukla je štíhlá, 30–45 mm dlouhá, béžová až hnědá.

## Bionomie
V oblastech se stálým výskytem probíhá vývoj téměř celoročně, v oblastech tahu se druh objevuje mezi květnem a říjnem. V polopouštních oblastech se často vyskytuje nárazově, po obdobích dešťů, kdy dochází k masovému líhnutí housenek a jejich překotnému vývoji. Dospělci létají v noci, kdy přilétají k vonným, nektarodárným rostlinám, ale také k umělým zdrojům světla. K páření dochází před rozbřeskem, spojení trvá 2–3 hodiny. Oplodněné samičky mohou před kladením vajec překonat i dlouhé vzdálenosti. Migrující motýli létají i přes den.
Housenky se v oblastech migrace objevují od června do září. Živí se v bylinném patře a střídají fáze konzumace potravy s fázemi slunění. Při vyrušení padají mladé housenky do podrostu, zatímco starší zůstávají na rostlině a brání se prudkým mrskáním přední části těla, přičemž vyvrhují tráveninu. Co do výběru potravy jsou velmi nenáročné. Hlavními hostitelskými rostlinami jsou šťovík a truskavec, ale v období nárazového výskytu jsou housenky schopny konzumovat i jitrocel, chřest, svízele, pelargonie, fuchsie, hledíky a mnohé jiné rostliny. Byl zaznamenán výskyt na bavlníku i loubinci, v oblasti tropů také na olivovnících, akáciích a eukalyptech, nicméně na posledně jmenovaných nebyly housenky schopny úspěšně dokončit svůj vývoj a zakuklit se.
V letech masového výskytu mohou být housenky vnímány jako hospodářský škůdce. Ve Středozemí se to v historii týkalo například planiky nebo vinné révy.